# Охта (альбом)
«Охта» — акустический квартирный концерт Дмитрия Ревякина, изданный в серии «Архив русского рок-н-ролла» лейблом Manchester Files в 1997 году.

## Об альбоме
Квартирник состоялся через два дня после похорон Александра Башлачёва, на которые приезжал Ревякин. Квартирник был устроен ради денег на обратный билет в Новосибирск. Многими критиками признаётся одним из лучших альбомов певца, несмотря на качество записи.

## Список композиций
Все песни написаны Дмитрием Ревякиным (кроме отдельно указанных).
| №   | Название                                 | Длительность |
| --- | ---------------------------------------- | ------------ |
| 1.  | «Девка красная»                          | 3:11         |
| 2.  | «Расскажи мне» (автор - Виктор Чаплыгин) | 2:20         |
| 3.  | «Сибирский марш»                         | 3:20         |
| 4.  | «Ништяк» (автор - Владимир Мокшин)       | 1:36         |
| 5.  | «Полоняне»                               | 5:13         |
| 6.  | «Дудки»                                  | 3:37         |
| 7.  | «С боевыми глазами»                      | 3:43         |
| 8.  | «Метельщик»                              | 2:31         |
| 9.  | «Пойдём со мной»                         | 3:52         |
| 10. | «Ранним утром»                           | 4:41         |
| 11. | «Сладко петь»                            | 2:10         |
| 12. | «Вымыты дождем»                          | 6:38         |
| 13. | «Вольница»                               | 6:40         |
| 14. | «Мы с тобой»                             | 2:39         |
| 15. | «Порог сорока»                           | 5:48         |
| 16. | «Сентябрь»                               | 4:36         |

## Участники записи
- Дмитрий Ревякин — акустическая гитара, вокал